# Tylko umarły odpowie
Tylko umarły odpowie – polski czarno-biały film kryminalny z 1969 roku, w reżyserii Sylwestra Chęcińskiego. 
Pierwowzorem scenariusza do filmu była powieść autorstwa Andrzeja Wydrzyńskiego (Artur Morena) pt. Czas zatrzymuje się dla umarłych. Film kręcono we Wrocławiu.

## Opis fabuły
Doświadczony milicjant, kapitan Wójcik, prowadzi śledztwo w sprawie zabójstwa kasjera w pewnej firmie. Gdy postępowanie utyka w miejscu, kapitan postanawia działać na własną rękę. W tym czasie ginie jeden ze świadków. Śledztwo zostaje wznowione. Okazuje się jednak, że życie kapitana również jest zagrożone.

## Obsada aktorska
- Ryszard Filipski – kapitan MO Paweł Wójcik
- Ewa Wiśniewska – Renata Makuch
- Bogusław Sochnacki – sierżant MO Kłosek
- Witold Pyrkosz – porucznik MO Witek
- Eliasz Kuziemski – major MO, dowódca Wójcika
- Janusz Kłosiński – Malik/Marczuk, strażnik w „Protonie”
- Tadeusz Schmidt – Broniak, strażnik w „Protonie”
- Bolesław Płotnicki – doktor Bolesław Sedlak
- Ryszard Kotys – Marcin Pakosz
- Jadwiga Chojnacka – Marianna Wiatryk, sąsiadka Dąbka
- Jolanta Lothe – Monika Kulig, koleżanka Renaty
- Maria Zbyszewska – Ewelina Falkoniowa
- Halina Buyno-Łoza – zakonnica, w czasie wojny opiekunka małego Emila Dąbka
- Andrzej Krasicki – oficer pionu bezpieczeństwa
- Aleksandra Bonarska(inne języki) – główna księgowa „Protonu”
- Stanisław Michalik – dyrektor „Protonu”
- Kazimierz Talarczyk – dozorca Makuch, ojciec Renaty